# Sugar Kane
Sugar Kane je píseň americké rockové skupiny Sonic Youth. Byla vydána roku 1993 jako singl k albu Dirty, které však vyšlo o rok dříve. Singl vyšel v USA i ve Spojeném království, avšak vždy v odlišné verzi s jiným výběrem skladeb.

## Seznam skladeb
USA verze:
1. "Sugar Kane" - 5:03
2. "The Destroyed Room" - 3:25
3. "Purr" (Mark Goodier version) - 4:22
4. "The End Of The End Of The Ugly" - 4:12

UK verze:
1. "Sugar Kane" - 5:03
2. "Is It My Body" - 2:53
3. "Personality Crisis" - 3:50
4. "The End Of The End Of The Ugly" - 4:12